# 善化慶安宮
善化慶安宮位於臺灣臺南市善化區，是主祀天上聖母（媽祖）的廟宇。1997年4月2日公告為為三級古蹟，後因文資法修改與行政區劃調整先後改成「縣定古蹟」、「直轄市定古蹟」。
該廟據說是1629年荷蘭東印度公司攻打西拉雅族目加溜灣社後，於1636年所興建的教堂（一說荷語教習所）所在地，今廟前有一「荷蘭井」。清初先是改建為「諸羅文廟」、「文昌祠」，直到1862年地震後迎來府城大天后宮香火，將之改成媽祖廟，命名「慶安宮」。後來慶安宮在1942年曾遭到拆毀，直到1947年才重建慶安宮。

## 沿革

### 前身

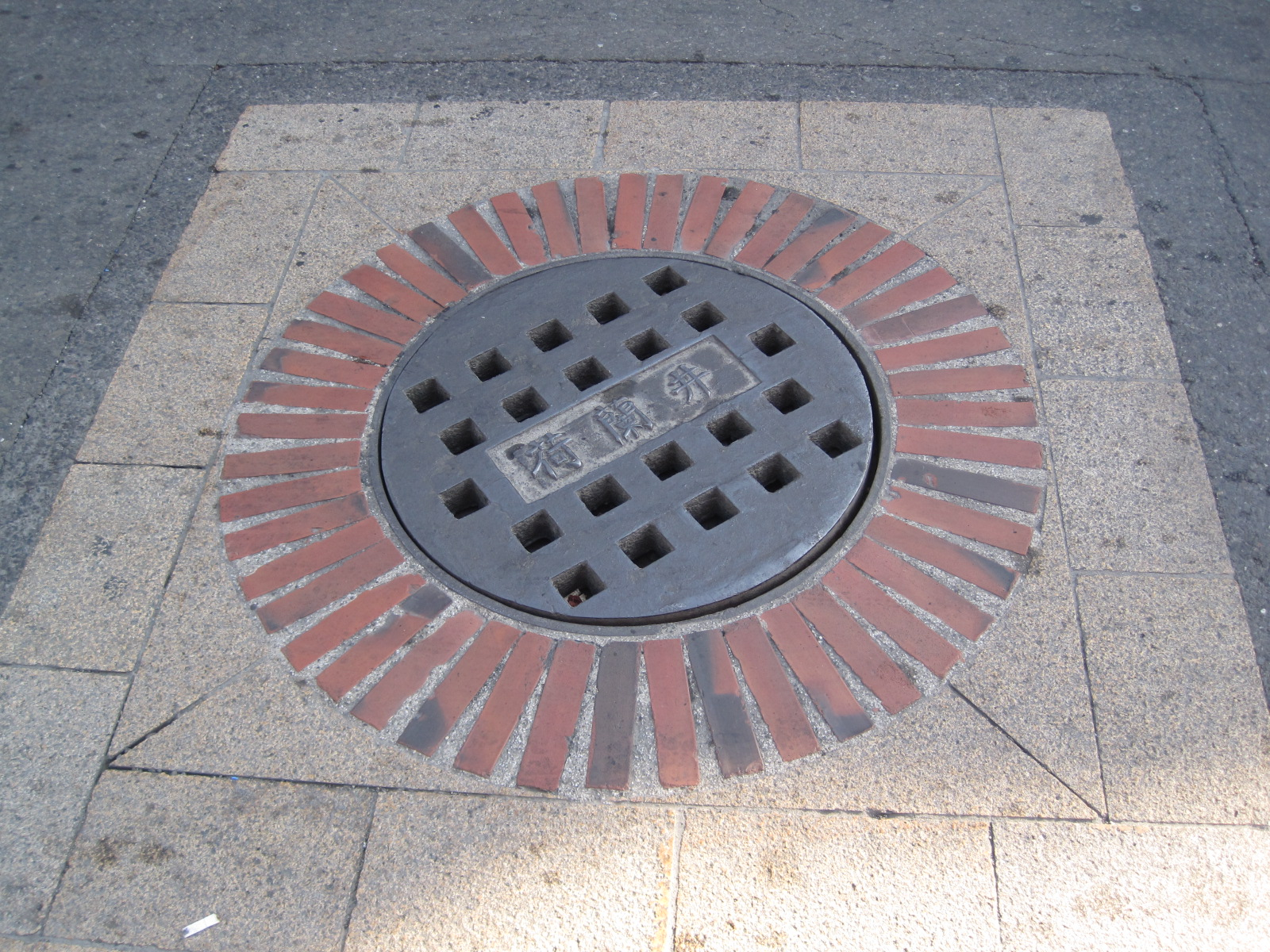
慶安宮前的荷蘭井

善化地區過去是西拉雅族四大社之一的目加溜灣社所在地，而在荷蘭時期目加溜灣社並未歸順荷蘭東印度公司。1629年10月10日荷蘭東印度公司決定在赤崁（普羅民遮城周邊）重建房屋後，目加溜灣社與蔴豆社率眾到赤崁丟標槍與射箭。這導致福爾摩沙議會在1629年11月決定「要用火和刀毀滅目加溜灣社」，並在該年11月23日出兵，11月底目加溜灣社投降，12月2日訂下和約。之後荷蘭人在目加溜灣社興建了教堂，1637年1月4日牧師尤紐斯舉行了首次安息日禮拜。這座教堂所在的地方據說就是現在的善化慶安宮。
在清朝康熙年間，荷蘭人所建的教堂舊址被改成了諸羅縣孔廟（諸羅文廟）。康熙四十三年（1704年）孔廟遷到諸羅縣城後，原址改成文昌祠，成為灣裡（善化舊稱）的文教中心。而在嘉慶十五年（1810年），文昌祠曾整修過一次。

### 立廟由來
同治元年五月十一日（1862年6月7日）臺灣南部發生大地震，文昌祠因而倒塌，灣裡街總理洪精義與蘇定邦、蘇坊廷、辰三才、林相、林安義等人發起重修。該工程經過幾年的募款，於同治三年（1864年）動工，次年（1865年）完工。而在這次重建時，灣裡街居民為祈求安泰，乃將新廟改稱「慶安宮」，並自府城大天后宮分香，改奉媽祖為主神，此外還有迎奉營盤尾（在善化區南關里）噍吧哖大武壠巡檢司衙內的關聖帝君、赤山龍湖巖觀音佛祖等神祇。

### 發展
清末時，慶安宮又稱「灣裡街天上聖母廟」，前後三落，其祭祀圈涵蓋有66個庄頭，是香火鼎盛的大廟。
1895年乙未戰爭時，日軍主帥北白川宮能久親王在該年10月20日抵達灣裡街，駐紮在慶安宮旁邊的中藥商林匏之店屋。而後1897年設立灣裡辨務署時，曾使用慶安宮後殿充作辦公處所。明治四十一年（1908年）慶安宮重修，後來在大正三年（1914年）時再修。至於廟旁的中藥商林匏店屋，則在昭和四年（1929年）因為「御大典記念事業」而被用1000圓收購，作為北白川宮能久親王的「御遺跡」。然而到了昭和十七年（1942年）因為皇民化運動之故，官方打算將原先的「御遺跡」範圍擴大並興建紀念碑，於是當時的新化郡郡守古川儀六拆毀了慶安宮，將「灣裡御舍營所」周邊整建成「北白川宮能久親王灣裡街御遺跡所」，在原本廟埕的西邊建起了紀念碑。
二次大戰後，當地仕紳拆除了紀念碑，並在民國三十六年（1947年）在王鵠朱、陳茂坤、林聰明、林清春、蘇建琳、陳瑞鐘等人的倡議下決定重建慶安宮，同年年底正殿落成，迎奉媽祖神像安座。由於此次重建使用了不少當年被拆毀時的老建材，所以現在的慶安宮正殿仍有嘉慶年間的石材與同治年間的木構。

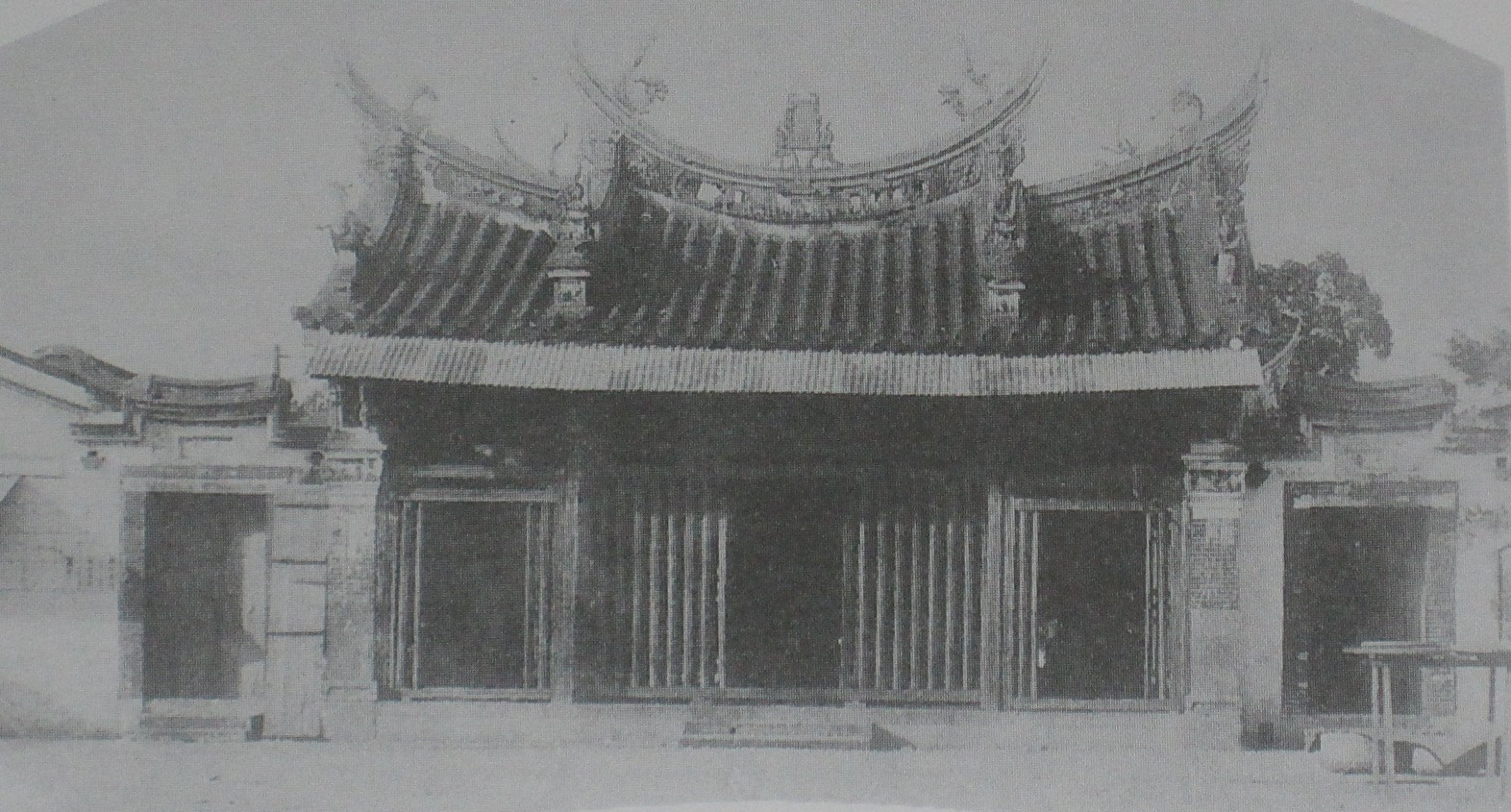
1933年前的善化慶安宮
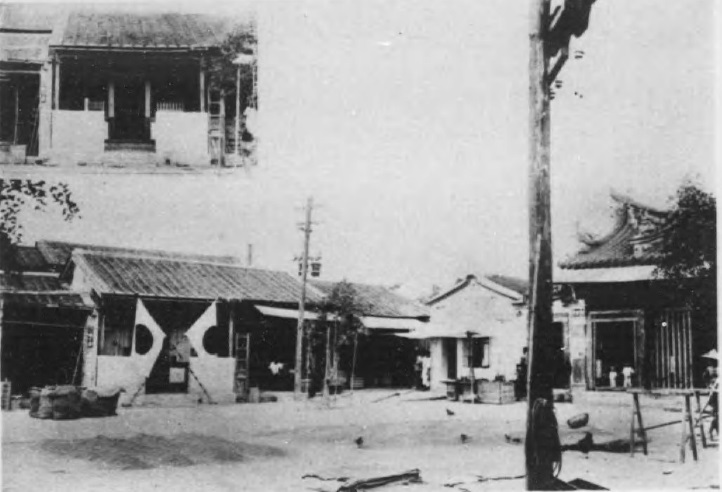
北白川宮能久親王灣裡御舍營所，圖中右側建築即是當時的善化慶安宮

### 近代
民國五十年（1961年）興建後殿，而後在五十四年（1965年）先後舉行了鎮殿媽祖開光大典、觀音佛祖和註生娘娘神像安座、關聖帝君入神腹、關聖帝君開光大典等儀式。民國五十六年（1967年）5月2日，慶安宮媽祖前往府城大天后宮進香。後來在民國六十二年（1973年）11月9日舉行五朝祈安建醮大典。民國七十年（1981年）在東西兩廂增建鐘鼓樓，次年（1982年）沈光文入祀慶安宮後殿，與原有的五文昌合祀。民國七十八年（1989年）拆除原有後殿，兩年後（1991年）改建完成。該年（1989年）7月增建牌樓、整修中山路時意外發現了「荷蘭井」。
由於慶安宮年久失修，甚至有漏雨的情況，於2001年10月5日開始修護工程，2002年8月4日舉行上梁儀式，2003年2月23日舉行安座大典，完工後廟方於該年（2003年）11月29日到12月7日舉行祈安慶成祭典。但也在這一年，善化慶安宮的「六文昌」因引發爭議，最後決定將沈光文移出，恢復成五文昌。
2004年5月8日，善化慶安宮西廂房設立的文物館正式開幕。2005年東廂房二樓設立沈光文紀念廳，次年沈光文像改安奉在紀念廳內。2011年11月19日舉行辛卯年金籙謝恩祈安五朝保禳大醮暨無上水陸法會。

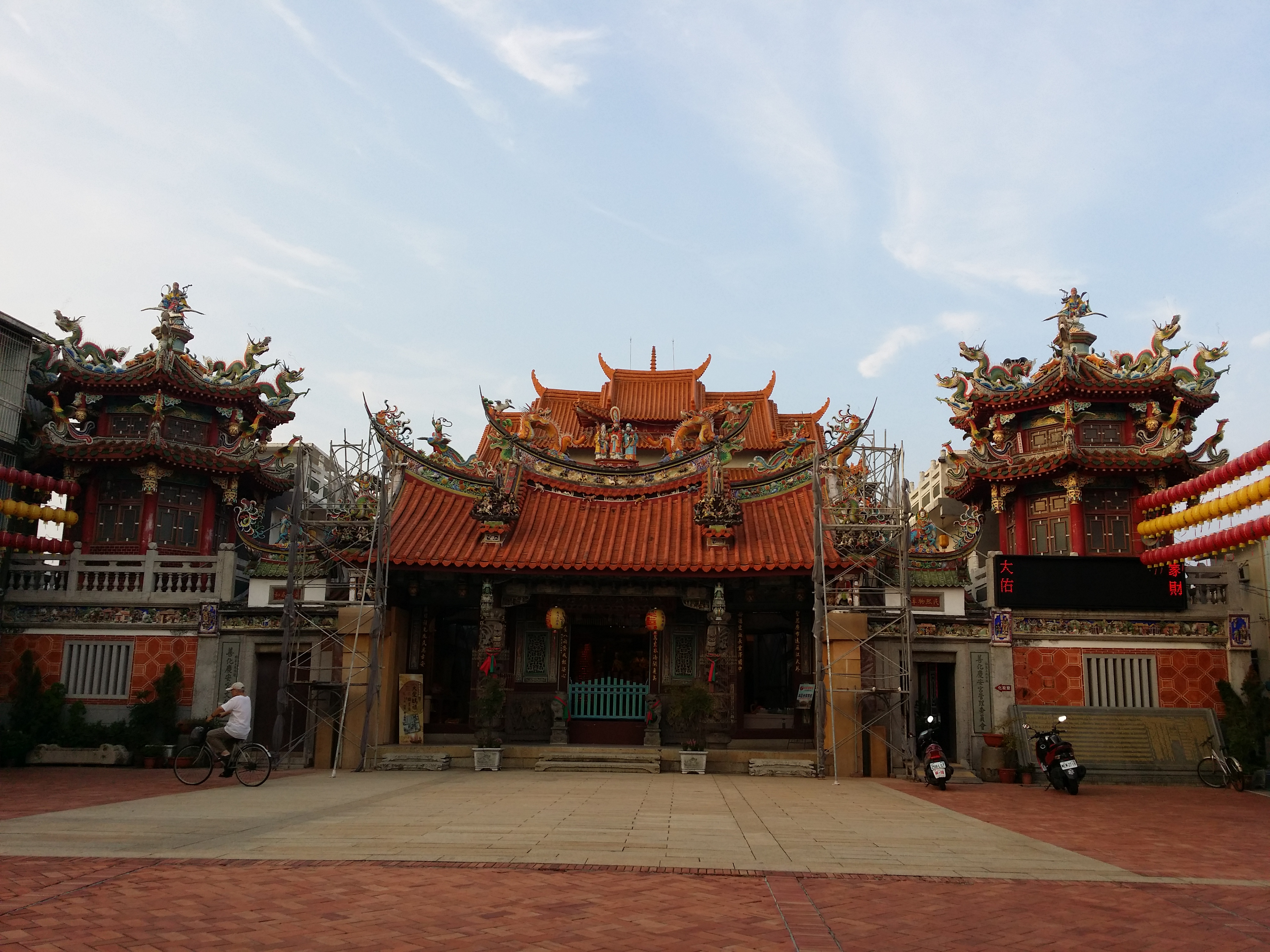
善化慶安宮廟宇格局設計，中為正殿，兩側各有一個金爐，進入正殿後左側有文物館，後有武聖殿與凌霄寶殿
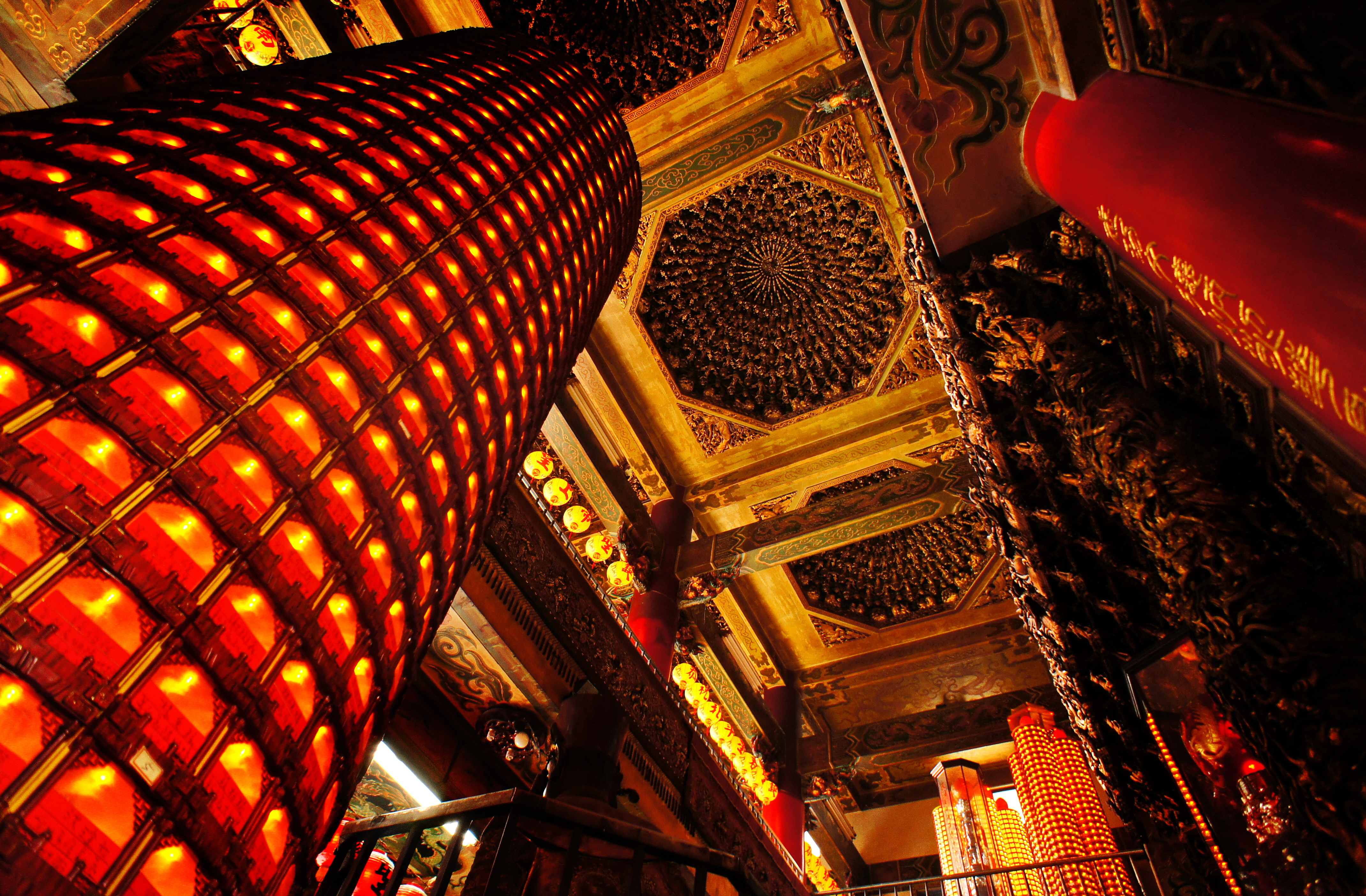
凌霄寶殿
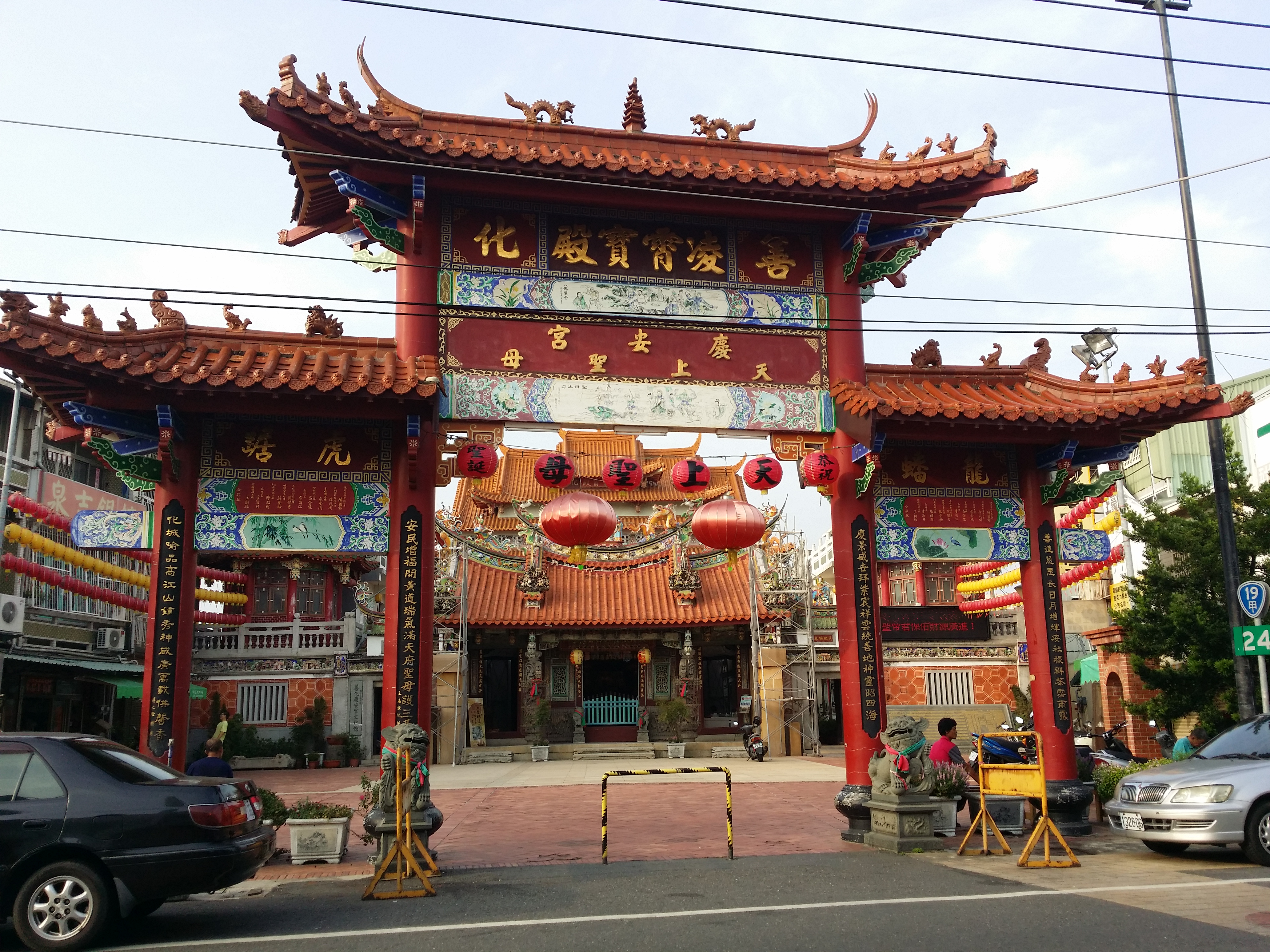
善化慶安宮牌坊

## 祀神
善化慶安宮正殿主祀天上聖母，配祀順風耳、千里眼、虎爺。後殿一樓「武聖殿」，奉祀關聖帝君、五文昌帝君、神農大帝、福德正神、註生娘娘及十二婆姐、馬使爺；後殿二樓「凌霄寶殿」，奉祀玉皇大帝、三官大帝、南斗星君、北斗星君、觀世音菩薩、十八羅漢、張天師、太歲星君、財神爺。而在西廂房一樓則供奉有田都元帥。

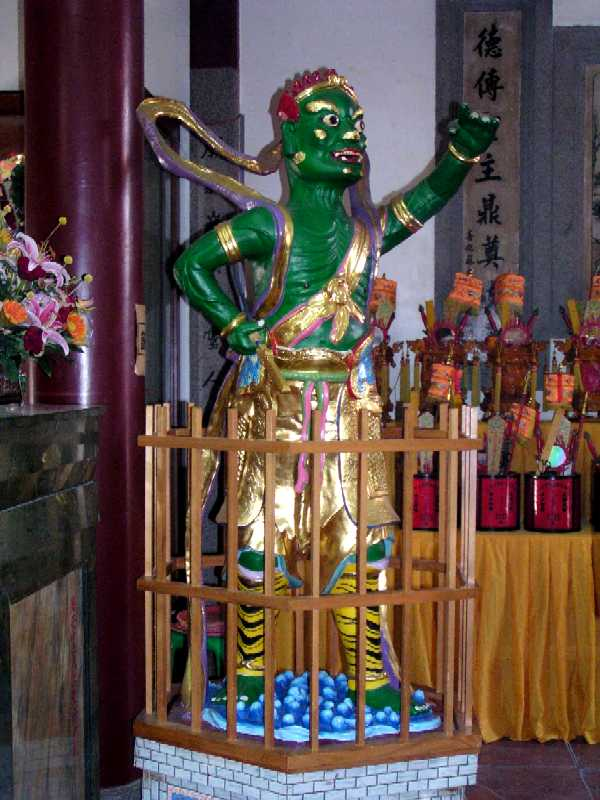
千里眼（金精將軍）
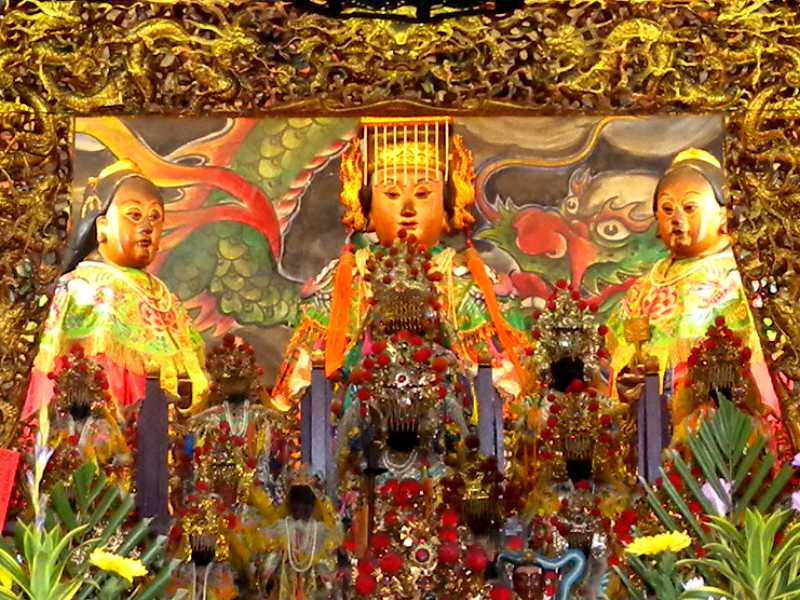
天上聖母神像
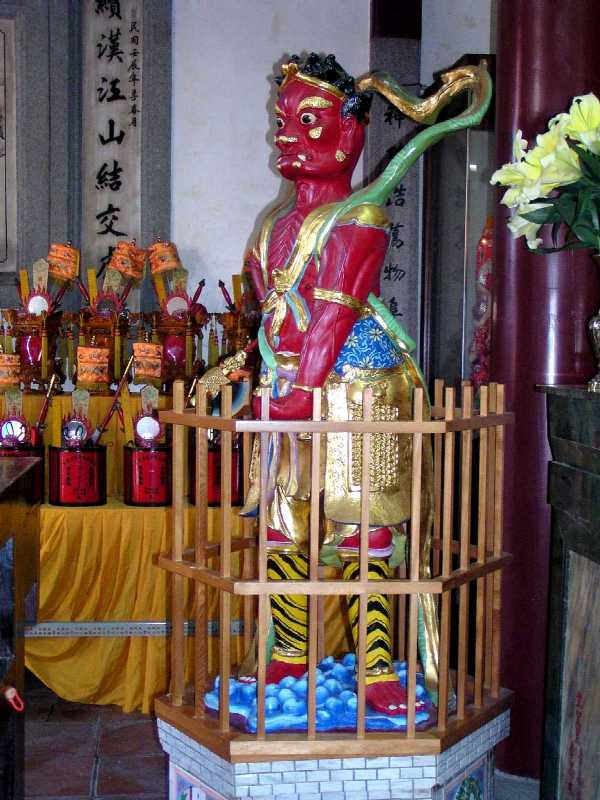
順風耳（水精將軍）
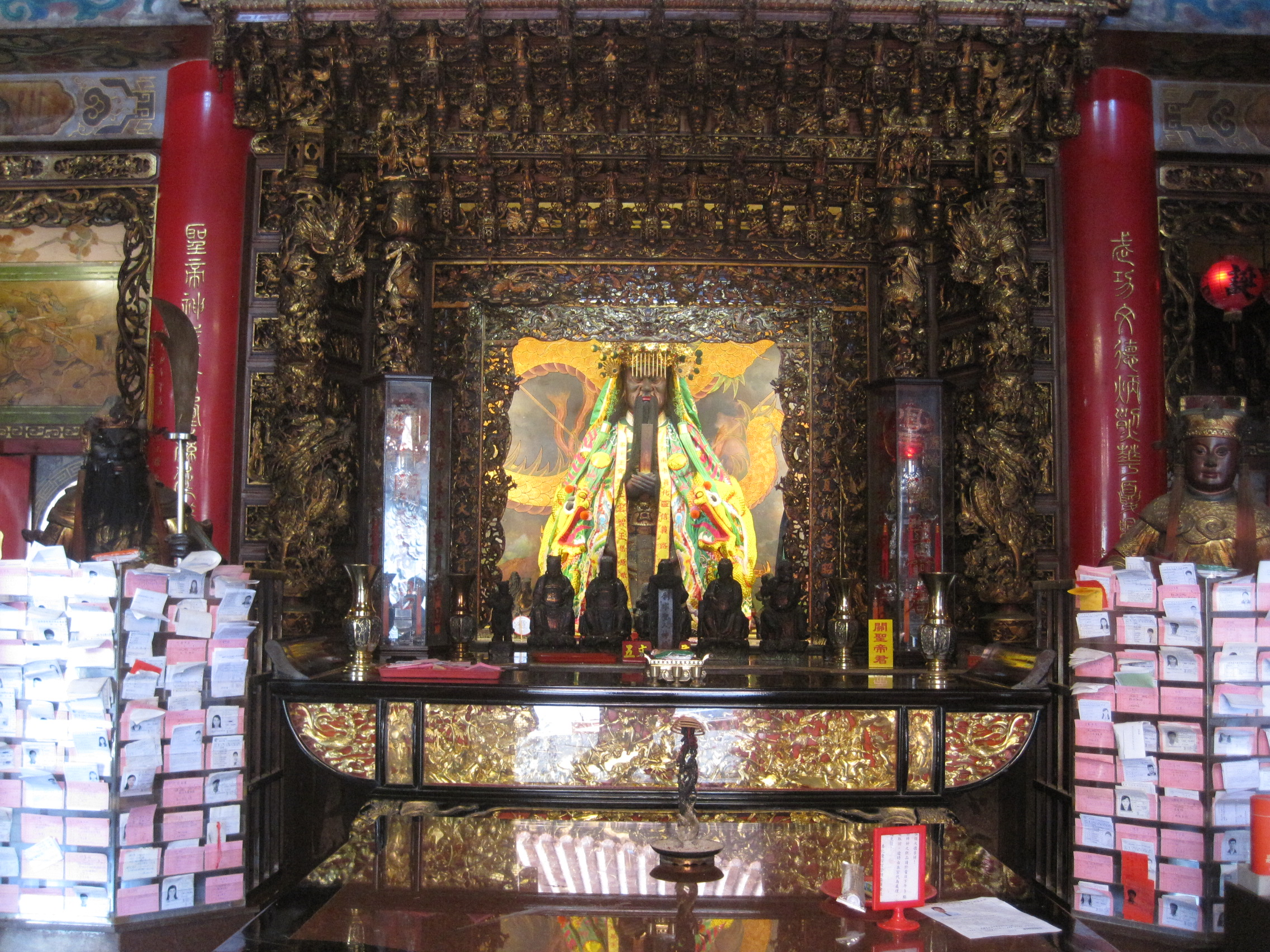
關聖帝君與五文昌
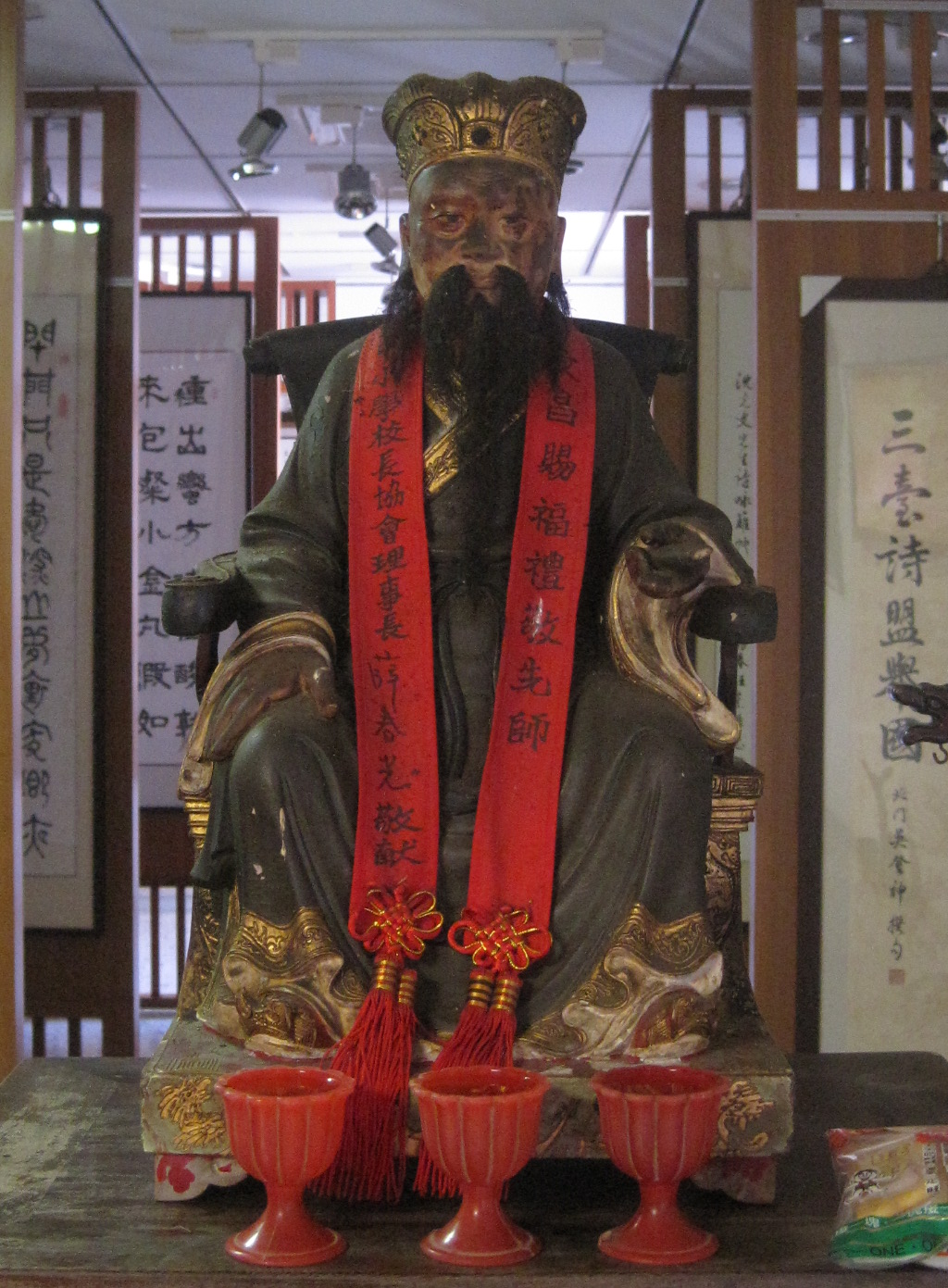
沈光文像

## 獲贈匾額
萬象從新
海國安瀾
紺宇重光
英靈千古
慶錫民安
孚佑兆民
德溥群生
佑濟羣黎
澤被遐方

## 宗教活動
善化慶安宮為當地公廟，現今轄境包括善化區的東關里、南關里、西關里、北關里、文正里、文昌里、坐駕里等處。但是該廟與同樣位於善化區的茄拔天后宮卻沒有交陪，互動不多，其中一個因素可能是因為茄拔與善化街區中間隔著縱貫鐵路與臺1線，另外一個因素可能是兩廟的系統不同。
而慶安宮除了農曆三月廿三的媽祖誕辰之外，另一個重要的活動便是每年中秋節舉行的五文昌祭典。該祭典起源於「聚奎社」創立者後代於每年農曆八月中旬丁日輪流奉祀五文昌的儀式。二次大戰期間，五文昌祭典中斷，直到慶安宮重建後，才恢復此一活動。該儀式參照孔廟釋奠禮，有跳佾舞，為慶安宮有別於一般媽祖廟的特色活動。

## 外部連結
- 善化區公所——慶安宮（页面存档备份，存于）

23°07′59″N 120°17′24″E / 23.13300°N 120.290120°E